# Festival Luz y Vanguardias
El Festival Luz y Vanguardias es una muestra anual que se celebra en Salamanca desde 2016 en la que se dan cita obras de arte que tienen la luz como protagonista, incluyendo vídeos e instalaciones. Tiene como edificios singulares de la ciudad, sobre los que una selección de artistas jóvenes procedentes de las universidades salmantinas, creadores consagrados y empresas nacionales y extranjeras proyectan sus creaciones, especialmente pensadas para las características arquitectónicas de los edificios elegidos.
El evento, organizado por el Ayuntamiento de Salamanca con el patrocinio de Iberdrola, ha estado comisariado por Lourdes Fernández, en sus dos primeras ediciones, y Lorena Martínez de Corral en 2018. El festival cuenta con varios escenarios. Las obras de vídeo mapping que se presentan a concurso se proyectan sobre la fachada del ayuntamiento en la Plaza Mayor. Los estudiantes de la Universidad de Salamanca y de la Pontificia proyectan sus creaciones sobre la fachada de la Casa de las Conchas. Las obras de los artistas invitados se reparten entre distintos espacios de la ciudad que varían entre las ediciones.

## Primera edición, 2016
En la edición de 2016 se presentaron a concurso ocho creaciones, resultando ganadora del premio del jurado “Serendipia Artificial”, de Slidemedia. El premio del público fue para Asociación de Vecinos del Barrio del Oeste (ZOES), con “Haciendo barrio, haciendo ciudad”.

### Artistas invitados[4]
- Daniel Canogar con “Cannula” sobre la fachada de las Escuelas Mayores.
- Edwin van der Heide con “-/|” un espectáculo de luz y música sobre la fachada de la Catedral Nueva en la Plaza de Anaya.
- Anna Barribal con “Daylight” en el Convento de San Esteban.
- Carlos Irijalba, “Inercia” sobre el Colegio Fonseca.

## Segunda edición, 2017

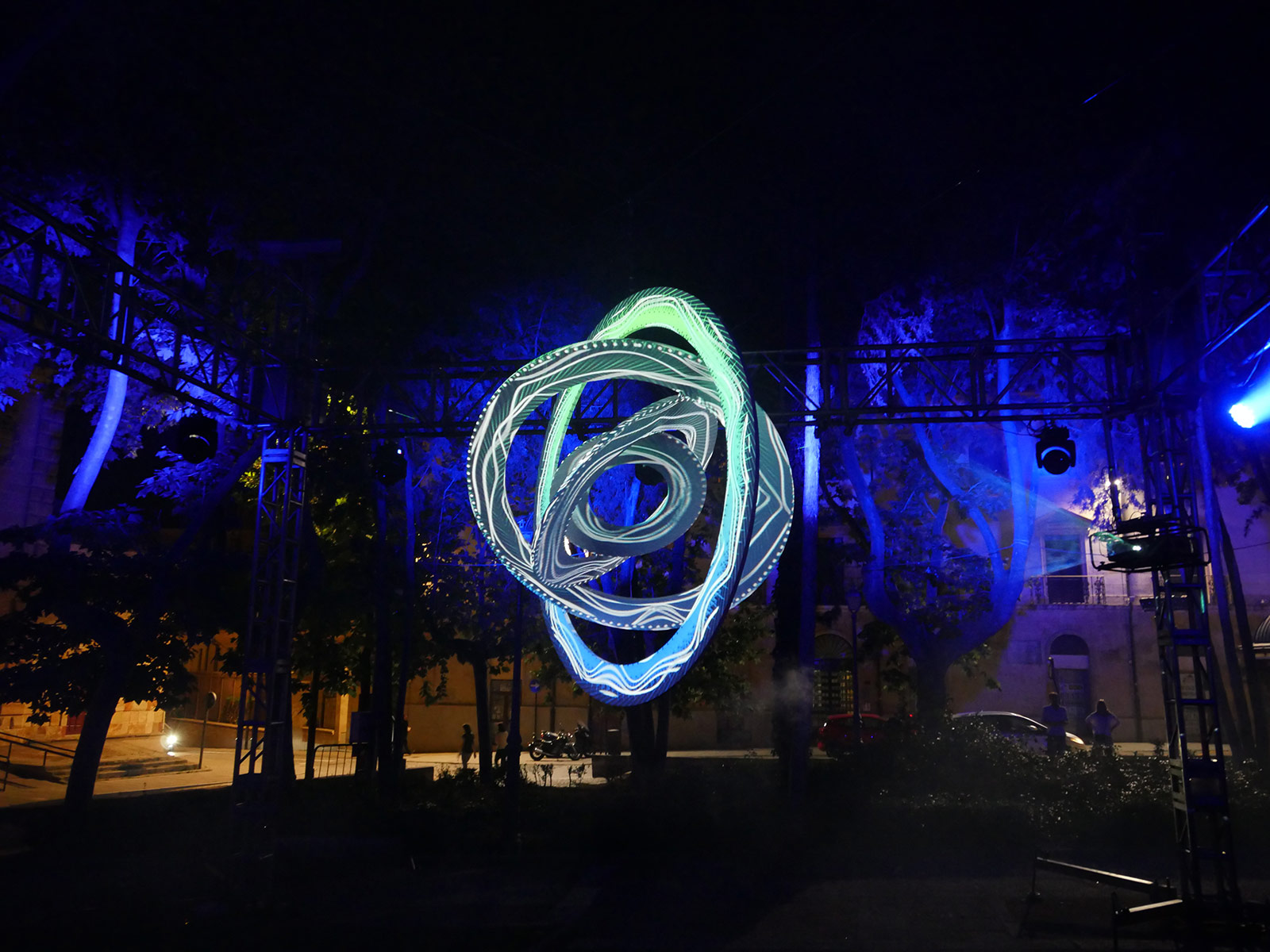
Obra “π reloaded”, de Slidemedia Lab, en la plaza de Colón.

En esta ocasión se presentaron a concurso nueve obras. El ganador del concurso fue el francés Jerem Oury de Studio Echelon Mapping con su obra “Prism”. Los artistas hondureños Heleci Ramírez y Gabriel Vallecillo Márquez recibieron el premio del público por su obra “Xibalbá”.

### +Luz
En la edición de 2017 se incluyó una sección con programación paralela, llamada +Luz. Basadas en la luz se incorporaron las exposiciones 'Espacio-Tiempo' en el DA2, 'Constelaciones' de Julieta Álvarez en el Espacio Nuca, 'Impermanencias' de Javier Riera en la galería Adora Calvo, y la 'Trilogía de la luz' en La Salchichería.

### Artistas invitados
- Félice d'Estienne y Frédéric Nogray, “Monolithe” en el patio barroco de la Clerecía.
- José María Cruz Novillo con  “Diafragma dodecafónico 8.916.100.448.256 opus 14” y Juan Gomila con “Presencias” en la fachada de las Escuelas Mayores.
- Rafael Lozano-Hemmer, “Conjunto redundante” en la fachada del Convento de San Esteban.
- El dúo franco-japonés Nonotak, “Narrow” en la plaza de Anaya.
- Slidemedia Lab, ganadores de la edición anterior, “π reloaded” en la plaza de Colón.

## Tercera edición, 2018

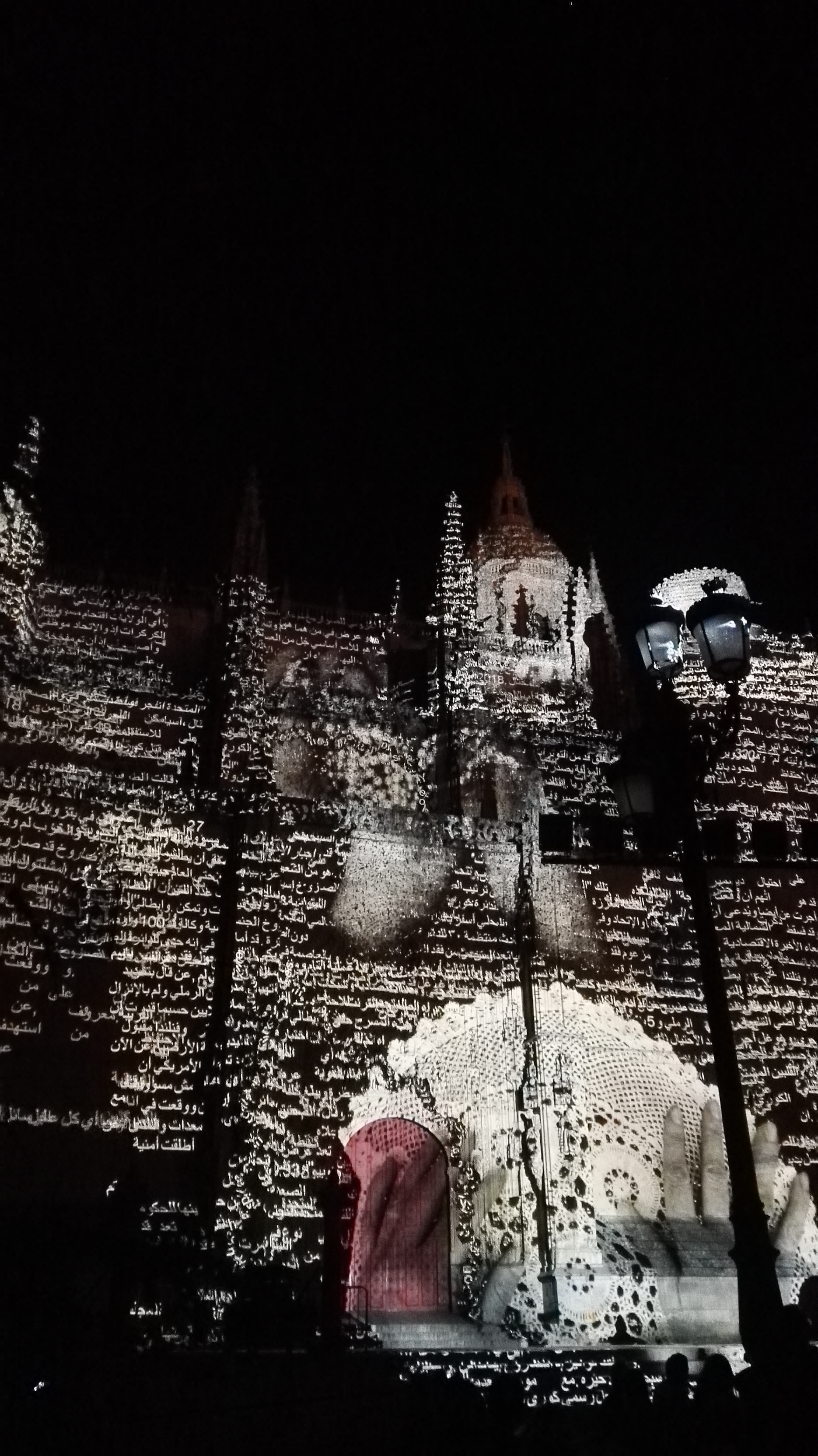
“Ouroboros” de Charles Sandison, en la Catedral Nueva.

En su tercera edición, celebrada entre el 14 y el 17 de junio, se presentaron a concurso 29 obras, proyectadas ser la fachada del Ayuntamiento en la Plaza Mayor. La obra ganadora del premio absoluto fue “Pneuma”, del estudio español VideomappingPro. El premio del público fue para el mexicano Jesús Gutiérrez Mercado, con “R-Evolución”. El Ayuntamiento de Salamanca otorgó un premio especial, con motivo del 800 Aniversario de la Universidad de Salamanca, que recayó en la obra “Urban Tree” del rumano Vali Chincisan.

### +Luz
En la edición de 2018 se incorporaron tres nuevos espacios respecto al año anterior.
EL DA2 presentó una performance realizada por la artista visual Marta Verde con la música de Mounqup. El Espacio Nuca contó con “Luzazul” de la fotógrafa y videoartista madrileña residente en Berlín, Irene Cruz. En la galería Adora Calvo la escultora digital Anaisa Franco presentó “Circulatory System”. La Salchichería participó con la exposición “Zul” del artista conceptual salmantino Rafa Sendín, junto con la propuesta “NoLuz”, “cenas a oscuras” con los menús del chef Juanma Melchor maridados con los vinos del sumiller Fernando Aguado. Se incorporaron la Fundación Venancio Blanco, con la proyección de una pieza audiovisual en 3D realizada por el compositor Eduardo Armenteros dedicada a la obra del escultor Venancio Blanco en la Sala Santo Domingo de la Cruz; el Restaurante En la Parra con “Bruma Marina”, un performance gastronómico en el que cocina, puesta en escena, música, arte, diseño, tecnología, magia o ilustración se juntan para dar placer a los cinco sentidos; y La Calcografía, donde Alfonso Sicilia Sobrino presentó una serie de piezas en pequeño formato con la luz como protagonista.

### Artistas invitados[9]
- Darya von Berner, con “Veravenus”, sobre la fachada de las Escuelas Mayores.
- Eugenio Ampudia con su obra “La realidad no es imprescindible”, en la fachada de San Esteban.
- Charles Sandison con “Ouroboros”, en la fachada de la Catedral Nueva a la plaza de Anaya.
- Juan López, con “VTR” en el Palacio de Monterrey.

## IV edición, 2019
La cuarta edición se celebró entre el 13 y el 16 de junio de 2019. Contó con participantes de 14 países y como novedad el ganador del premio del jurado participaría en el iMapp Festival de Bucarest. La obra ganadora del concurso fue “Sueñorama”, del italiano Marco Morgese. El premio del público fue para Holp Studio, con la obra “Blue Lion”.

### +Luz
El  DA2 presentó “Corvax”, de la artista visual Laura Iturralde y el músico Xavier Núñez y “Oasis”, de la compositora Paloma Peñarrubia y la bailarina Iró Vas. En Espacio Nuca se celebró una exposición individual de Pablo Little. La Fundación Venancio Blanco realizó un taller gratuito de cianotipia. La Salchichería contribuyó con “Nameles”, del artista José J. Garrote “Jota” y la experiencia culinaria “No Luz”, una cena diseñada por el chef Juanma Melchor, celebrada completamente a oscuras. En esta edición se sumaron las aportaciones del Museo de Historia de la Automoción de Salamanca (MHAS), con “Luz y Motores”, una muestra de vehículos especialmente iluminados, y la Escuela de Arte y Superior de Conservación y Restauración de Salamanca con “50 sombras, la luz que no se ve”.

### Artistas invitados[13]
- José Manuel Ballester, que intervino sobre el Tormes con a su paso por el puente de Enrique Estevan, con la obra “Kayapó”, que simbolizaba un río que recorre el Amazonas y Times Square.
- Javier Riera con ”Hacer leve la tierra”,una denuncia sobre la extinción de más de la mitad de los pájaros de nuestro planeta, consis tenté en un juego de luces y sonido sobre los árboles de la Plaza de Anaya.

## Edición 2020
La V edición prevista para junio de 2020, se suspendió debido a la situación producida por la pandemia del coronavirus en España. El Ayuntamiento anunció que los 300.000 euros que iba a invertir en la celebración de la edición 2020, se emplearán en políticas dirigidas a personas en situación de vulnerabilidad social y la reactivación económica.